# Lysionotus pauciflorus
Lysionotus pauciflorus är en tvåhjärtbladig växtart som beskrevs av Carl Maximowicz. Lysionotus pauciflorus ingår i släktet Lysionotus och familjen Gesneriaceae.

## Underarter
Arten delas in i följande underarter:
- L. p. ikedae
- L. p. indutus
- L. p. pauciflorus